# Wuiwel Isea
Wuiswell Isea Fernández là một cầu thủ bóng đá người Venezuela thi đấu cho câu lạc bộ tại Dominican First Division Atlético Pantoja. Trước đó anh thi đấu cho Atlántico FC.